# 超级马力欧系列
超级瑪利歐系列（中国大陆旧译，香港旧译）是任天堂開發，以旗下吉祥物——马力欧为主角的動作平台游戏系列，為《马力欧系列》中的核心作品，累計銷量達4億3000萬份，為多個瑪利歐相關系列裡最高，也幫助整個马力欧系列成為世界上銷量最高的電子遊戲系列。任天堂各主要家用机和掌上机上市後，平台上至少都有一部超级马力欧的新作。
在超级马力欧游戏中，玩家通常控制马力欧，在虚构的世界中冒险。同行的一般还有其弟路易吉，或會出現其他瑪利歐系列的角色。玩家操控角色在每关的平台上奔跑、跳跃，并从上方踩敌人头部。游戏剧情不复杂，典型的是马力欧营救被反派庫巴绑架的碧姬公主。系列首作是1985年红白机游戏《超级马力欧兄弟》，它确立了系列的基本游戏系統和元素。游戏中有各种道具，可以提升马力欧的能力，比如拥有投射火球的能力，或是变大缩小。
除了游戏外，超级马力欧系列亦有电影、电视節目、印刷媒体等周边作品。

## 作品列表
| 1985 | 超級瑪利歐兄弟                  |
| 1986 | 超級瑪利歐兄弟2                 |
| 1987 |                                 |
| 1988 | 超級瑪利歐兄弟USA               |
| 1988 | 超級瑪利歐兄弟3                 |
| 1989 | 超級瑪利歐樂園                  |
| 1990 | 超級瑪利歐世界                  |
| 1991 |                                 |
| 1992 | 超級瑪利歐樂園2 六個金幣        |
| 1993 | 超級瑪利歐收藏輯                |
| 1994 |                                 |
| 1995 | 超級瑪利歐世界2 耀西島          |
| 1996 | 超級瑪利歐64                    |
| 1997 |                                 |
| 1998 |                                 |
| 1999 | 超級瑪利歐兄弟 豪華版           |
| 2000 |                                 |
| 2001 | 超級瑪利歐Advance               |
| 2001 | 超級瑪利歐Advance 2             |
| 2002 | 超級瑪利歐陽光                  |
| 2002 | 超級瑪利歐Advance 3             |
| 2003 | 超級瑪利歐Advance 4             |
| 2004 | 超級瑪利歐64DS                  |
| 2005 |                                 |
| 2006 | 新超級瑪利歐兄弟                |
| 2007 | 超級瑪利歐銀河                  |
| 2008 |                                 |
| 2009 | 新超級瑪利歐兄弟Wii             |
| 2010 | 超級瑪利歐銀河2                 |
| 2011 | 超級瑪利歐3D樂園                |
| 2012 | 新超級瑪利歐兄弟2               |
| 2012 | 新超級瑪利歐兄弟U               |
| 2013 | 新超級路易吉U                   |
| 2013 | 超級瑪利歐3D世界                |
| 2014 |                                 |
| 2015 | 超級瑪利歐創作家                |
| 2016 | 超級瑪利歐酷跑                  |
| 2016 | 超級瑪利歐創作家 For 任天堂 3DS |
| 2017 | 超級瑪利歐 奧德賽               |
| 2018 |                                 |
| 2019 | 新超級瑪利歐兄弟U 豪華版        |
| 2019 | 超級瑪利歐創作家2               |
| 2020 | 超級瑪利歐 3D收藏輯             |
| 2021 | 超級瑪利歐3D世界+狂怒世界       |
| 2022 |                                 |
| 2023 | 超級瑪利歐兄弟 驚奇             |

### 游戏
家用游戏机
- 超级瑪利歐兄弟 (1985 FC)
- 超级马力欧兄弟2 (1987 FC)
- 超级马力欧兄弟USA (1988 FC)
- 超級瑪利歐兄弟3 (1988 FC)
- 超級瑪利歐世界 (1990 SFC)
- 超級瑪利歐收藏輯 (1993 SFC)
- 超級瑪利歐世界 2 耀西島 (1995 SFC)
- 超級瑪利歐64 (1996 N64)
- 超級瑪利歐陽光 (2002 NGC)
- 超级马力欧银河 (2007 Wii)
- 新超級瑪利歐兄弟Wii (2009 Wii)
- 超級瑪利歐銀河2 (2010 Wii)
- 超級瑪利歐收藏輯 特別版 (2010 Wii)
- 新超級瑪利歐兄弟U (2012 WiiU)
- 新超級路易吉U (2013 WiiU)
- 超級瑪利歐3D世界 (2013 WiiU)
- 超級瑪利歐創作家 (2015 WiiU)
- 超級瑪利歐 奥德赛 (2017 NS)
- 新超級瑪利歐兄弟U 豪华版 (2019 NS)
- 超級瑪利歐創作家2 (2019 NS)
- 超級瑪利歐 3D收藏輯 (2020 NS)
- 超級瑪利歐3D世界+狂怒世界 (2021 NS)
- 超級瑪利歐兄弟 驚奇 (2023 NS)

掌上游戏机
- 超級瑪利歐樂園 (1989 GB)
- 超級瑪利歐樂園2 六個金幣 (1992 GB)
- 超級瑪利歐兄弟 豪華版 (1998 GBC)
- 超級瑪利歐 Advance (2001 GBA)
- 超級瑪利歐 Advance 2 (2001 GBA)
- 超級瑪利歐 Advance 3 (2002 GBA)
- 超級瑪利歐 Advance 4 (2003 GBA)
- 超級瑪利歐64 DS (2004 DS)
- 新超級瑪利歐兄弟 (2006 DS)
- 超級瑪利歐3D樂園 (2011 3DS)
- 新超級瑪利歐兄弟2 (2012 3DS)
- 超級瑪利歐創作家 For 任天堂3DS (2016 3DS)

手机游戏
- 超級瑪利歐酷跑

## 共通元素

### 道具
超级马力欧系列有多种道具，会在马力欧顶起道具砖块（上面有？問號符號的磚塊）时出现（頂起道具磚塊大部分都是獲得金幣，少數的時候會獲得道具），马力欧接触道具后，即可获得特殊能力。
蘑菇是一类在大多数作品登场的道具。超级蘑菇是最具代表性的蘑菇，它能使马力欧变大，成为超级马力欧。超级马力欧能破坏部分砖块，接触敌人时会变小而非直接死亡（但掉進空洞時仍然會直接死亡，復活時會變回最小隻的瑪利歐）。
1up蘑菇外观多呈绿白相间，可奖励马力欧一条生命。
花朵也是一类在大多数作品登场的道具。火之花是最具代表性的花朵，
它能使马力欧变大，成为火焰马力欧。火焰马力欧能破坏部分敵人，接触敌人时会变回超級瑪利歐而非直接死亡（但掉進空洞時仍然會直接死亡，復活時會變回最小隻的瑪利歐）
还有很出名的冰之花，它会把马力欧成为冰冻马力欧，能把敵人冰起來。
還有一個道具叫做鑰匙，有鑰匙道具的關卡都會有鎖住的門，瑪利歐必須在拿到鑰匙之後才能進去門裡面。
葉子和羽毛是一種有名的道具，可讓瑪利歐在空中飛行或近距離攻擊。還有無敵星，讓瑪利歐無法被攻擊。
有時還有特別道具，例如狸貓裝、螺旋槳蘑菇、帽子等